# Anna Wijk
Anna Wijk, född 20 juni 1991 i Sandviken, är en svensk före detta innebandyspelare (center). Hon var med i det svenska landslag som vann VM-guld år 2009, 2011, 2013, 2015, 2017 och 2019.
I april 2016 utsågs hon till världens bästa kvinnliga innebandyspelare 2015 av tidningen Innebandymagazinet. Totalt har hon fått utmärkelsen fyra gånger under karriären, 2014, 2015, 2016 och 2019.
I Maj 2020 lämnade hon topplaget KAIS Mora IF för att börja om i Allsvenskan och ska hjälpa Storvreta IBK:s damer att nå Svenska Superligan.
Hon medverkade i SVT:s innebandy-VM-sändningar 2021 som analytisk expert.
Den 31 januari 2022 meddelade Anna Wijk att hon definitivt avslutar innebandykarriären.

## Klubbar i karriären
- IBK Alba (-2006/2007)
- Gävle GIK (2007/2008)
- RIG Umeå IBF (2008/2009)
- Iksu (2009/2010)
- KAIS Mora IF (2010/11-2019/20)
- AIK Innebandy (2023/24)
- Storvreta IBK (2024/2025)